# Mudug
Mudug (arab. ‏مدق‎, Muduq) – region administracyjny w Somalii, znajdujący się w południowej części kraju, którego stolicą jest miasto Gaalkacyo.

## Władze regionu
Przedstawicielem władz centralnych w regionie Mudug jest gubernator Abdirashid Hashi Artan. Gubernator Hassan Mahamed Khaliif - Abgaalow reprezentuje natomiast autonomiczne państwo Puntland.

## Podstawowe informacje
Region Mudug graniczy od zachodu z Etiopią, od północy i południa odpowiednio z somalijskimi regionami Nugal i Galguduud, a od wschodu z Oceanem Indyjskim.
Południowa część Mudug i region Galguduud utworzyły państwo Galmudug, które uważa się za państwo autonomiczne w ramach Republiki Federalnej Somalii, zgodnie z tymczasową konstytucją Somalii.

## Dystrykty
Region Mudug podzielony jest na pięć dystryktów:
- Galdogob
- Gaalkacyo
- Hobyo
- Jaribaan
- Xarardheere

## Główne miasta
W porządku alfabetycznym: 
- Gaalkacyo
- Galdogob
- Galinsoor
- Hobyo
- Jaribaan
- Xarardheere

## Zewnętrzne linki
- Mapy administracyjne regionu Mudug: Somalia: Mudug Region i Administrative Map Mudug